# デビッド・ナット
デビッド・ジョン・ナット（David John Nutt, 1951年4月16日 - ）は、イギリスの精神科医および神経精神薬理学者で、脳に対して依存症や不安、睡眠のような状態として影響する薬物の研究を専門とする。2009年まで、ブリストル大学で精神薬理学に関する学部の教授。それ以降はインペリアル・カレッジ・ロンドンの神経精神薬理学の教授の座に就いている。そのインペリアルのサイケデリック研究センターの副センター長でもある。ナットはイギリス医薬品安全性委員会(Committee on Safety of Medicines, CSM)のメンバーおよび、英国精神薬理学会（British Association of Psychopharmacology）元会長や欧州神経精神薬理学会(European College of Neuropsychopharmacology, ECNP)会長も務める。
『英国国民医薬品集』(British National Formulary, BNF)への助言者である。#出版物では、臨床ガイドラインとしては不安障害と依存症を中心に、うつ病、パニック障害、気分障害、心的外傷後ストレス障害、睡眠障害にて編者として関わっており、精神医学の薬物療法の編者でもあり抗不安薬、睡眠薬に関する書籍の編者でもある。薬物政策の議論でたびたびメディアで取り上げられ、薬物に関する独立科学評議会では数値解析を用いた薬物の有害性の評価を行っている。

## 経歴と研究の概要
ナットはBristol Grammar Schoolで中等教育を修了し、ケンブリッジ大学ダウニング・カレッジで医学を学び、1972年に卒業する。1975年には、Guy's Hospitalで臨床研修を終えた。
彼は、1978年から1982年にかけてラドクリフ診療所で臨床科学者として働き、ベンゾジアゼピン受容体/GABAイオノフォア複合体、BZのアゴニストの処理とBZのパーシャル逆アゴニストと発火の長期的影響の機能に重要な基礎研究を行った。この仕事は、はじめて逆アゴニズム（彼の推奨する表現では"contragonism"）の概念を説明し、1982年の『ネイチャー』での画期的な論文で頂点に達した。1983年から1985年まで、オックスフォード大学で精神医学について講義した。1986年、彼はワシントンD.C.の外側にあるメリーランド州ベセスダのアメリカ国立アルコール乱用・依存症研究所のフォガティ客員研究員であった。1988年に、彼はイギリスに戻りブリストル大学の精神薬理学部の主任として参加する。2009年には、彼はエドモンド・サフラ慈善基金による新しい寄付基金教授となり、インペリアル・カレッジ・ロンドンで神経精神薬理学と分子イメージング部門を設立する。
彼はjournal of psychopharmacologyの編集者である。
彼の現在の研究は、不安や依存症についての脳の回路と受容体、睡眠についての薬理学に焦点を当てている。これはGABA受容体のGABA5と標識されたサブタイプ、そしてセロトニンや5-HT受容体に関する研究を含んでいる。タイプ1の5-HT受容体は、うつ病と抗うつ薬の作用において特に重要とみられている。
2007年には、ナットは『ランセット』に、薬物使用の害に関する議論の的になっている研究を公表した。最終的には、このことは彼のACMDの地位の解任につながった。下記の官職を参照。その後、ナットと続いてACMDを辞職した多くの彼の同僚は、薬物に関する独立科学評議会(Independent Scientific Committee on Drugs, ISCD)を設立した。
2010年11月、ナットはこの独立委員会を代表して、別の研究をレ・キングおよびローレンス・フィリップス(Lawrence Phillips)と共同執筆し『ランセット』に公開した。幅広い薬物による使用者と社会への有害性からランク付けをした。
一部、2007年の調査の因子に任意で重みづけたことに対する批判のおかげで、新しい研究は多基準意思決定分析の手法を用い、アルコールはヘロインとコカインの両方より社会に有害である一方で、ヘロイン、コカインおよびメチルアンフェタミン(結晶状メタンフェタミン)が個人に対して最も有害な薬物だったということが分かった。
ナットはまたこの話題について大衆のために新聞で書いており、他の研究者との公の意見の不一致に時々つながっている。
幻覚剤の臨床研究とインペリアル・カレッジ・ロンドンに2019年に設立されたサイケデリック研究センターについて、世界中の有力な研究機関の人々から、彼らにはできないがナットにはこうした研究ができると励ましと感謝を受けることがあるという。

## 官職
ナット教授は、イギリス国防省、イギリス保健省および内務省の顧問を務めた。
2003年に彼は、SSRI抗うつ薬の使用についての医薬安全委員会の審理に参加し勤めた。グラクソ・スミスクラインの経済的利害関係のために、セロクサート錠（他の国でパキシルとして知られる）の議論から身を引かなければならなかったので、彼の参加は批判された。2008年には、彼はイギリス薬物乱用諮問委員会(ACMD)の会長として任命され、それ以前の7年間はACMDの専門委員会の会長であった。

『ランセット』の論文のデータを用いる図、異なる薬物の相対的な負の影響をランク付けしている。論文はナットによって書かれ、議論のある講義に含まれていた。

ACMDの会長としてのナットは、薬物の有害性とクラス分類の問題で政府大臣とたびたび衝突した。2009年1月に、彼はJournal of Psychopharmacologyの中で乗馬にともなうリスク（350回ごとに発覚する1つの重大な有害事象）を、エクスタシーを摂取した場合のもの（10000回ごとに発覚する1つの重大な有害事象）と比較し論説し（'Equasy–現在の薬物の有害性に関する議論で見落とされる熱中の影響'）公開した。2009年2月に、彼は薬物のエクスタシーが統計的に乗馬への熱中よりも危険が少ないことを論文で述べたために、内務大臣のジャッキー・スミスから批判された。デイリー・テレグラフにナットは、「薬物の有害性は人生のほかの部分での害と等しくなりえることを人々に理解させる」ことがポイントだったと語った。ジャッキー・スミスは「驚きと深い失望」を主張し次のように付け加えた「私はほとんどの人々が、彼が論文の中で構成した乗馬と違法薬物の摂取との間の関連を単純には受け取らないだろうと確信します」さらに彼女は、彼が彼の意見について謝罪するよう要求し、また「エクスタシーの犠牲者の家族」に謝罪するよう依頼した。 議員のとりわけ大麻のレクリエーション・ドラッグのクラス分類、およびそれらの有害性の科学的な評価との間のミスマッチの問題は、ナットが2009年7月にキングス・カレッジ・ロンドンで犯罪司法研究センターに対して行った講義を含んでいるパンフレットが刊行された後、2009年10月に再び浮上した。このなかで、ナットは、それらが引き起こす有害性の実際の証拠に基づいて違法薬物がクラス分類されるべきであるという彼のよく知られている見解を繰り返し、9つの”有害性の要因”（”身体的有害性”、”依存”、”社会的有害性”としてグループ化された）は、明らかにアルコールやタバコはLSDやエクスタシーよりも有害であるという分析を提示している。このクラス分類では、アルコールとタバコがクラスBドラッグとして登場し、また大麻はクラスCの一番上に置かれた。
ナットはさらに大麻の摂取は、唯一精神病の「比較的小さなリスク」を作っていると示し、したがって「低水準の大麻利用者を保護するために追跡して捕まえるわいせつさは、馬鹿げているというのを超えている」。大麻が、クラスCドラッグからクラスBドラッグに戻る（それ故に再び覚せい剤と同じ）という、科学的な正当性よりも政治的な動機を考えれば、最近のクラス上昇（5年後たったあとの）にナットは異議を唱えた。2009年10月、大麻が精神病を引き起こす危険性ついてのガーディアンの記事で精神科医のロビン・マレー(Robin Murray)と公の意見の相違があった。

## 免職
このパンフレットのリリース後、ナット教授は内務大臣のアラン・ジョンソンによってACMDの地位を免職された。アラン・ジョンソンは、ナットの免職を説明する『ガーディアン』への手紙にこう書いた。「政府の顧問と政策に対する運動家を兼ねることはできないので、彼には去るように求められました。～～乗馬をすることはエクスタシーよりも危険であるという彼の意見について、そのような畏敬の念で引用すれば、もちろん、科学的なポイントというより政治的です。」"タイムズでナット教授はこう答えた。「私は薬物の有害性と、それが薬物の管理をする立法にどのように関係があるかの評価についての講義をしました。アラン・ジョンソン内務大臣によると、この講義の内容の一部は、私が科学から政策への線を渡ったことを意味したので、私を免職しました。わたしにはわからない、どの見解が、線あるいは確かに線があったところを超えてしまったのか～～」
ナットの免職をきっかけに、保健省およびACMDの上級化学者への非常勤顧問であるレ・キング博士は組織を辞任した。すぐにマリオン・ウォーカーが、ACMDの王立薬学会(Royal Pharmaceutical Society)の代表、バークシャーヘルスケア保健省財団トラストの物質乱用サービスの臨床部長を辞任。
『ガーディアン』はアラン・ジョンソンが命じた40強のACMDの「スナップ調査」とされるものを明らかにした。これは、もしまだ国民のために金額に見合う価値を表わした場合に実行と解決を設置する組織が「機能を遂行」しているかを評価するだろうと言われていた。調査はDavid Omandによって実施される。その発表から数時間以内に、ナットによる議論になっている講義が政府ガイドラインに実際に準拠していることを示す記事がタイムズにオンラインで掲載された。この問題は、一週間後、自由民主党科学報道官のエヴァン・ハリス博士・下院議員によってさらに公表され、ナットの免職についての最初の発言は、明らかに議会と国家を間違った方向に導いたと内務大臣を襲撃した。
ジョン・ベディントン、英国政府主席科学顧問(Government Chief Scientific Adviser)は、大麻についてナット教授の意見に同意すると述べた。彼が大麻がタバコやアルコールより害が少ないことに同意するかどうかを尋ねられたときの返答「私は科学的根拠には全く疑いの余地がないと考える。私はそれに同意しましょう」数日後、政府の科学大臣ドレイソン卿がリークした電子メールによって、ジョンソンによるナットを免職するという相談役のなしの決定は、”大きな間違い”と引用され”非常に驚いた”と明らかにされた。
11月4日に、ACMDが解散または機能しないと証明された場合に、新しい独立した薬物研究組織を設置するための財政支援がナット教授にあったことをBBCが報道した。この新組織、薬物に関する独立科学評議会は2010年1月に発足した。11月11日、ACMDとアラン・ジョンソンの間の会合の後、3人のほかの科学者が辞任、化学者のサイモン・キャンベル博士、心理学者ジョン・マースデン博士、科学コンサルタントのイアン・レーガンが辞表を提出した。

「薬物の有害性に関するスコア」（デビッド・ナット et al. 薬物に関する独立科学評議会, 『ランセット』, 2010, ）
他の人に対する有害性
使用者に対する有害性
社会に対しても薬物利用者に対してもアルコールが最も有害と結論された。アルコールは家庭内暴力、児童虐待や交通事故の主な原因である。アルコール72点(使用者への有害性26、他に対して46）、クラック55点（使用者34、他21）、コカイン54点（使用者37、他17）、メタンフェタミン33点（使用者32）、コカイン27、たばこ26、アンフェタミン23、大麻20、GHB19、ベンゾジアゼピン15、ケミタン15、メセドン14、メフェドロン13、ブタン11、アナボリックステロイド10、カート9、エクスタシー9、LSD7、ブプレノルフィン7、マッシュルーム6。

2009年11月11日のランセットの論説で、ナットは彼の免職が明確に政府と科学の対立に起因していると考え繰り返した。「わたしは繰り返し[大麻]は安全でないと述べてきたが、しかし薬物乱用法のクラス分類でクラスCからクラスBへの分類の引き上げ—それは以前に置かれていたが、それゆえ個人的使用のための所持による最高刑が5年間の刑務所収容に増えた—を通じて使用量を減らすことができるという考えは信じ難い」返答、Research FortnightのWilliam Cullerne Bownの指摘では、科学対政府の構図は誤解を招く恐れがあった、なぜならナットによる2007年のランセットの論文は重み付け係数が恣意的だったゆえにそれらは薬物をランク付けする科学的な答えではなかった。返信では、ナットは当初の研究の限界を認め、そして彼が免職されたときACMDは多基準意思決定法を考案中だったと書いた。ナットは次のことを繰り返した「ゴードン・ブラウンの政府による繰り返されたクレーム、それには科学的根拠があった、それはACMDと承認をねつ造しただ科学的根拠に関心を持っていた、それはその政治的な目的を支援し科学的根拠の皮肉な誤用だった、1971年法の原理に違反しそして評議会を侮辱していた。」ナットは、彼とACMDを辞職した同僚の多数で、薬物に関する独立科学評議会を発足させたと公表した。
ドレイソン卿による後の政策案の検討では、政府に対する科学的な顧問を似たような状況のもとで免職できることを再確認した「政府およびその科学的な顧問は相互の信頼を弱体化するために行動するべきではありません」この条項は、Sense About Science、Campaign for Science and Engineering、自由民主党外院議員エバン・ハリスからの異議にもかかわらず保持された。ドレイソン卿によれば、条項は、英国政府主席科学顧問のジョン・ベディントンによって要求された 。2010年1月、ナット教授の後任としてレス・アイバーセンがACMDの会長だと報じられた。

## 名誉
Royal College of Physicians、Royal College of Psychiatrists、Academy of Medical Sciencesのフェロー。オーストラリア、ニュージーランド、オランダの客員教授。英国精神薬理学会（British Association of Psychopharmacology）と欧州神経精神薬理学会（European College of Neuropsychopharmacology）の会長であった。現在、英国神経科学協会（British Neuroscience Association）会長と欧州脳委員会（European Brain Council）の副会長。

## 出版物

### 論文
いくつかの例を挙げる：
- Nutt, David; Baldwin, David; Aitchison, Katherine (2013). “Benzodiazepines: Risks and benefits. A reconsideration” (pdf). J Psychopharmacol 27 (11):  Epub 2013 Sep 24. doi:10.1177/0269881113503509. PMID 24067791.
- Jan van Amsterdam; David Nutt; Wim van den Brink (2013). “Generic legislation of new psychoactive drugs” (PDF). J Psychopharmacol 27 (3):  317–324. doi:10.1177/0269881112474525. PMID 23343598.
- David J. Nutt, Carhart-Harris RL, Erritzoe D, Williams T, et al. (February 2012). “Neural correlates of the psychedelic state as determined by fMRI studies with psilocybin”. Proc. Natl. Acad. Sci. U.S.A. 109 (6):  2138–43. doi:10.1073/pnas.1119598109. PMC 3277566. PMID 22308440.
- David J. Nutt, Harrison PJ, Baldwin DS, Barnes TR, et al. (October 2011). “No psychiatry without psychopharmacology”. Br J Psychiatry 199 (4):  263–5. doi:10.1192/bjp.bp.111.094334. PMID 22187725.
- Nutt J. DJ (June 2011). “Highlights of the international consensus statement on major depressive disorder”. J Clin Psychiatry 72 (6):  e21. doi:10.4088/JCP.9058tx2c. PMID 21733474.
- Nutt DJ, King LA, Phillips LD; Independent Scientific Committee on Drugs. (November 2010). “Drug harms in the UK: a multicriteria decision analysis” (pdf). Lancet 376 (9752):  1558–65. doi:10.1016/S0140-6736(10)61462-6. PMID 21036393.
- Nutt D, King LA, Saulsbury W, Blakemore C (March 2007). “Development of a rational scale to assess the harm of drugs of potential misuse” (pdf). Lancet 369 (9566):  1047–53. doi:10.1016/S0140-6736(07)60464-4. PMID 17382831.

### 書籍
- David J. Nutt (2012). Drugs Without the Hot Air: Minimising the Harms of Legal and Illegal Drugs. Cambridge: UIT. ISBN 1-906860-16-5

#### 医療と科学
薬物療法
- David J. Nutt, Roni Shiloh, Stryjer Rafael, Abraham Weizman (2005). Essentials in Clinical Psychiatric Pharmacotherapy, Second Edition. London ; New York: Taylor & Francis. ISBN 0-415-39983-1 1st ed(2001):ISBN 1-84184-092-0.
- David J. Nutt, Roni Shiloh, Rafael Stryjer, Abraham Weizman (2006). Atlas of Psychiatric Pharmacotherapy, Second Edition. New York: Taylor & Francis. ISBN 1-84184-281-8 1st ed(1999):ISBN 1-85317-630-3.
- David J. Nutt, Adam Doble, Ian L. Martin (2001). Calming the brain: benzodiazepines and related drugs from laboratory to clinic. London: Martin Dunitz. ISBN 1-84184-052-1
- David J. Nutt, Mike Briley (2000). Anxiolytics. Basel etc.: Birkhäuser Verlag. ISBN 3-7643-6032-1
- David J. Nutt, Wallace B. Mendelson (1995). Hypnotics and Anxiolytics. London: Bailliere Tindall. ISBN 0-7020-1955-0

脳科学
- David J. Nutt, Martin Sarter, Richard G. Lister (1995). Benzodiazepine receptor inverse agonists. New York: Wiley-Liss. ISBN 0-471-56173-8

依存症と関連する障害
- David J. Nutt, Trevor W. Robbins, Barry J. Everitt (2010). The neurobiology of addiction: new vistas. Oxford: Oxford University Press. ISBN 0-19-956215-6
- David J. Nutt, Noeline Latt, Katherine Conigrave, Jane Marshall, John Saunders (2009). Addiction medicine. Oxford Psychiatry Library. Oxford: Oxford University Press. doi:10.1093/med/9780199539338.001.0001. ISBN 0-19-953933-2
- David J. Nutt, George F. Koob, Mustafa al'Absi (2008). Bundle for researchers in Stress and Addiction. Boston: Academic Press. ISBN 0-12-374868-2
- David J. Nutt, Trevor W. Robbins, Gerald V. Stimson, Martin Ince, Andrew Jackson (2006). Drugs and the future: brain science, addiction and society. Boston: Academic Press. ISBN 0-12-370624-6

不安障害
- David J. Nutt, James C. Ballenger (2003). Anxiety disorders. Oxford: Blackwell Science. ISBN 0-632-05938-9
- David J. Nutt, Eric J.L. Griez, Carlo Faravelli, Joseph Zohar (2001). Anxiety disorders: an introduction to clinical management and research. New York: Wiley. doi:10.1002/0470846437. ISBN 0-471-97873-6
- David J. Nutt, Spilios Argyropoulos, Adrian Feeney (2002). Anxiety Disorders Comorbid with Depression: Panic Disorder and Agoraphobia. London: Martin Dunitz. ISBN 1-84184-049-1
- David J. Nutt, Karl Rickels, Dan J. Stein (2002). Generalised Anxiety Disorder: Symptomatology, Pathogenesis and Management. London: Martin Dunitz. ISBN 1-84184-131-5
- David J. Nutt, Spilios Argyropoulos, Sam Forshall (2001). Generalized Anxiety Disorder: Diagnosis, Treatment and Its Relationship to Other Anxiety Disorders, 3rd edition. London: Martin Dunitz. ISBN 1-84184-135-8 1st ed(1998):ISBN 1-85317-659-1 .
- David J. Nutt, Spilios Argyropoulos, Sean Hood (2000). Clinician's manual on anxiety disorders and comorbid depression. London: Science Press. ISBN 1-85873-397-9

ほかの障害
- David J. Nutt , Sidney H. Kennedy, Raymond W. Lam, Michael E. Thase (2007). Treating Depression Effectively: Applying Clinical Guidelines, Second Edition. Informa Healthcare. ISBN 0-415-43910-8 1st ed(2004):ISBN 1-84184-328-8.
- David J. Nutt, Caroline Bell, John Potokar (1996). Depression. Anxiety and the Mixed Condition - pocketbook. London: Martin Dunitz. ISBN 1-85317-359-2
- David J. Nutt, Eric J. L. Griez, Carlo Faravelli, Joseph Zohar (2005). Mood disorders: clinical management and research issues. London: J. Wiley. doi:10.1002/0470094281. ISBN 0-470-09426-5
- David J. Nutt, Caroline Bell, Christine Masterson, Clare Short (2001). Mood and anxiety disorders in children and adolescents: a psychopharmacological. London: Martin Dunitz. ISBN 1-85317-924-8
- David J. Nutt, James C. Ballenger, Jean Pierre Lépine (1999). Panic Disorder: Clinical Diagnosis, Management and Mechanisms. London: Martin Dunitz. ISBN 1-85317-518-8、デービッド・J. ナット、ジャン‐ピエール レピーヌ、ジェームズ・C. バレンジャー 編、久保木富房、井上 雄一、不安抑うつ臨床研究会 訳『パニック障害―病態から治療まで』日本評論社、2001年。ISBN 978-4535981867。
- David J. Nutt, Murray B. Stein, Joseph Zohar (2009). Post-traumatic Stress Disorder Diagnosis, Management And Treatment, Second Ediiton. London: Informa Healthcare. ISBN 0-415-39571-2 1st(2000):ISBN 1-85317-926-4.

睡眠と関連した障害
- David J. Nutt, Sue Wilson (2008). Sleep disorders. Oxford Psychiatry Library. Oxford: Oxford University Press. doi:10.1093/med/9780199234332.001.0001. ISBN 0-19-923433-7
- David J. Nutt, Jaime M. Monti, S. R. Pandi-Perumal, Barry L. Jacobs (2008). Serotonin and Sleep: Molecular, Functional and Clinical Aspects. Basel: Birkhäuser. doi:10.1007/978-3-7643-8561-3. ISBN 978-3-7643-8560-6